# Amami Yūki
Amami Yūki (天海 祐希 Thiên Hải Hựu Hi), sinh ngày 08 tháng 8, năm 1967) là một nữ diễn viên Nhật Bản.

## Sự nghiệp
Amami gia nhập đoàn kịch Takarazuka Revue năm 1987 và rời đoàn kịch năm 1995. Amami là nữ diễn viên trẻ nhất trong lịch sử đoàn kịch từng thủ vai diễn nam chính. Là một otokouyaku (男役 - vai nam), cô thuộc về nhóm Moon Troupe (Tsuki).
Trong thời gian ở đoàn kịch, cô đã tham gia nhiều vở nhạc kịch nổi tiếng, trong đó phải kể đến vở Gone With the Wind mà cô đóng vai Reth Butler, và vở Me and My Girl. Sau khi rời khỏi đoàn kịch, cô tiếp tục sự nghiệp diễn viên điện ảnh và truyền hình. Vai diễn đáng chú ý nhất của cô là vai Maya Akutsu, nhân vật chính trong phim The Queen's Classroom.

## Các phim đã đóng
Phim điện ảnh
| Năm  | Tên phim                                                              | Vai                 | Chú thích  |
| ---- | --------------------------------------------------------------------- | ------------------- | ---------- |
| 1996 | Christmas Apocalypse                                                  | Yoko Sugimura       |            |
| 1998 | Ishimitsu Makiyo no Shogai                                            | Hana Mizuno         |            |
| 1998 | Misty                                                                 |                     |            |
| 1999 | Kuro no tenshi Vol. 2                                                 | Mayo                |            |
| 2001 | Inugami                                                               | Miki Bonomiya       |            |
| 2001 | Rendan                                                                | Sasaki Namiko       |            |
| 2001 | Yawaraka na Ho                                                        | Kasumi Moriwake     |            |
| 2001 | Sennen no Koi Story of Genji                                          | Hikaru Genji        |            |
| 2002 | Totsunyū Seyo! Asama Sanso Jiken                                      | Sassa Sachiko       |            |
| 2002 | Utsutsu                                                               | Woman with umbrella |            |
| 2004 | Socrates in Love (a.k.a. Sekai no Chūshin de, Ai o Sakebu)            | Sakutaro's boss     |            |
| 2005 | All About My Dog (a.k.a. Inu no Eiga)                                 | Miharu              |            |
| 2007 | Battery                                                               | Makiko Harada       |            |
| 2007 | Southbound                                                            | Sakura Uehara       |            |
| 2008 | Ponyo                                                                 | Granmamare          | Lồng tiếng |
| 2008 | The Magic Hour                                                        | Woman in mourning   |            |
| 2009 | Amalfi: Megami No 50-Byō                                              | Saeko Yagami        |            |
| 2009 | Kaiji                                                                 | Rinko Endō          |            |
| 2013 | The Kiyosu Conference                                                 |                     |            |
| 2015 | Ao no Ran                                                             | Sōma/Masakado Gozen |            |
| 2017 | A Loving Husband                                                      | Miyoko Miyamoto     |            |
| 2017 | Let's Go, Jets!                                                       |                     |            |
| 2017 | Mary and the Witch's Flower                                           |                     | Lồng tiếng |
| 2017 | A Boy Who Wished to be Okuda Tamio And A Girl Who Drove All Men Crazy |                     |            |

Phim truyền hình
| Năm  | Tên phim                              | Vai              | Chú thích                              |
| ---- | ------------------------------------- | ---------------- | -------------------------------------- |
| 1997 | Singles                               | Asahi            | Vai chính                              |
| 1998 | Naguru Onna                           | Yōko Tachibana   |                                        |
| 1998 | Shinsengumi Keppūroku                 |                  |                                        |
| 1999 | Renai Sagishi                         | Hiromi Shinohara | Khách mời ở tập 1                      |
| 2001 | Fighting Girl                         | Shōko Mitsui     |                                        |
| 2001 | Suiyōbi no Jōji                       | Ai Sakura        |                                        |
| 2002 | Toshiie and Matsu                     | Haru             |                                        |
| 2002 | Bara no Jūjika                        | Aki Takahata     |                                        |
| 2003 | Ruten no Ōhi Saigo no Kōtei           | Kōran Ri         |                                        |
| 2004 | Tengoku e no Ōenka Cheers             |                  |                                        |
| 2004 | Rikon Bengoshi                        | Takako Mamiya    | Vai chính                              |
| 2004 | Last Present                          | Asuka Hiraki     | Vai chính                              |
| 2005 | Rikon Bengoshi 2                      | Takako Mamiya    | Vai chính                              |
| 2005 | Jō no Kyōshitsu                       | Maya Akutsu      | Vai chính                              |
| 2005 | Onna no Ichidaiki: The Second Night   | Fubuki Koshiji   | Phim truyền hình đặc biệt Vai chính    |
| 2005 | Kiken na Aneki                        | Takako Mimiya    | Khách mời ở tập 8                      |
| 2006 | Kitchen Wars                          |                  | Phim truyền hình đặc biệt Vai chính    |
| 2006 | Top Caster                            | Haruka Tsubaki   | Vai chính                              |
| 2007 | Maguro                                | Natsumi Sakazaki | Phim truyền hình đặc biệt 2 phần       |
| 2007 | Enka no Jō                            | Himawari Ōkochi  | Vai chính                              |
| 2008 | Around 40                             | Satoko Ogata     | Vai chính                              |
| 2009 | Boss                                  | Eriko Osawa      | Vai chính                              |
| 2009 | Fumō Chitai                           | Beniko Hamanaka  | Phim truyền hình đặc biệt              |
| 2010 | Wagaya no Rekishi                     | Chiaki Onizuka   | Phim truyền hình đặc biệt 3 phần       |
| 2010 | Gold                                  | Yuri Saotome     | Vai chính                              |
| 2011 | Boss 2                                | Eriko Osawa      | Vai chính                              |
| 2012 | Kaeru no Ōjosama                      | Mio Kurasaka     | Vai chính                              |
| 2012 | Kekkon Shinai                         | Haruko Kirishima | Vai chính                              |
| 2013 | Onna Nobunaga                         | Nobunaga Oda     | Phim truyền hình đặc biệt 2 phần       |
| 2013 | Galileo Season 2                      | Ayane Mita       |                                        |
| 2013 | Olympic no Minoshirokin               | Eiko Kasahara    | Phim truyền hình đặc biệt 2 phần       |
| 2014 | Emergency Interrogation Room          | Yukiko Makabe    | Vai chính                              |
| 2014 | Oiesan                                | Yone Suzuki      | Vai chính                              |
| 2015 | Massan                                | Kazue Kawakami   |                                        |
| 2016 | Chef: Mitsuboshi no kyushoku          | Hoshino Mitsuko  | Vai chính                              |
| 2017 | Emergency Interrogation Room Season 2 | Yukiko Makabe    | Vai chính                              |
| 2018 | A de wa nai Kimi to                   |                  | Vai chính, phim điện ảnh chiếu trên TV |